# Gabrielle Aplin
Pour les articles homonymes, voir Aplin.
Gabrielle Aplin est une chanteuse et musicienne britannique née le 10 octobre 1992 à Bath (Angleterre).
Elle créé son micro-label et se fait connaître en postant des vidéos sur internet. En 2012, elle signe sur le label Parlophone et chante dans un spot publicitaire de la chaîne britannique de grands magasins John Lewis (en). Sa reprise de The Power of Love se classe 1re du UK Singles Chart, le classement des ventes de singles au Royaume-Uni. Son premier album, English Rain, est édité en mai 2013 et atteint la 2de place du classement des ventes d'albums.

## Biographie

### Jeunesse et formation
Gabrielle Aplin reçoit sa première guitare à l'âge de onze ans. Elle étudie la musique populaire dans un Business and Technology Education Council (en) (BTEC), un établissement de certification des qualifications professionnelles. La jeune fille fonde un micro-label baptisé Never Fade Music.

### Début de carrière
En 2010, Gabrielle Aplin envoie une chanson à BBC introducing, un site de la BBC destiné aux jeunes artistes sans contrat discographique. Elle est invitée par la station et une session acoustique est diffusée sur l'antenne de la branche locale de la BBC émettant dans le comté du Wiltshire. Aplin réalise ses deux premiers EP, Acoustic EP en 2010 et Never Fade EP en 2011, et se fait connaître sur le site d’hébergement de vidéos YouTube où ses clips totalisent 274 millions de vues en 2023, dont 63,8 millions pour la vidéo de sa chanson Home[réf. souhaitée].

### Parlophone

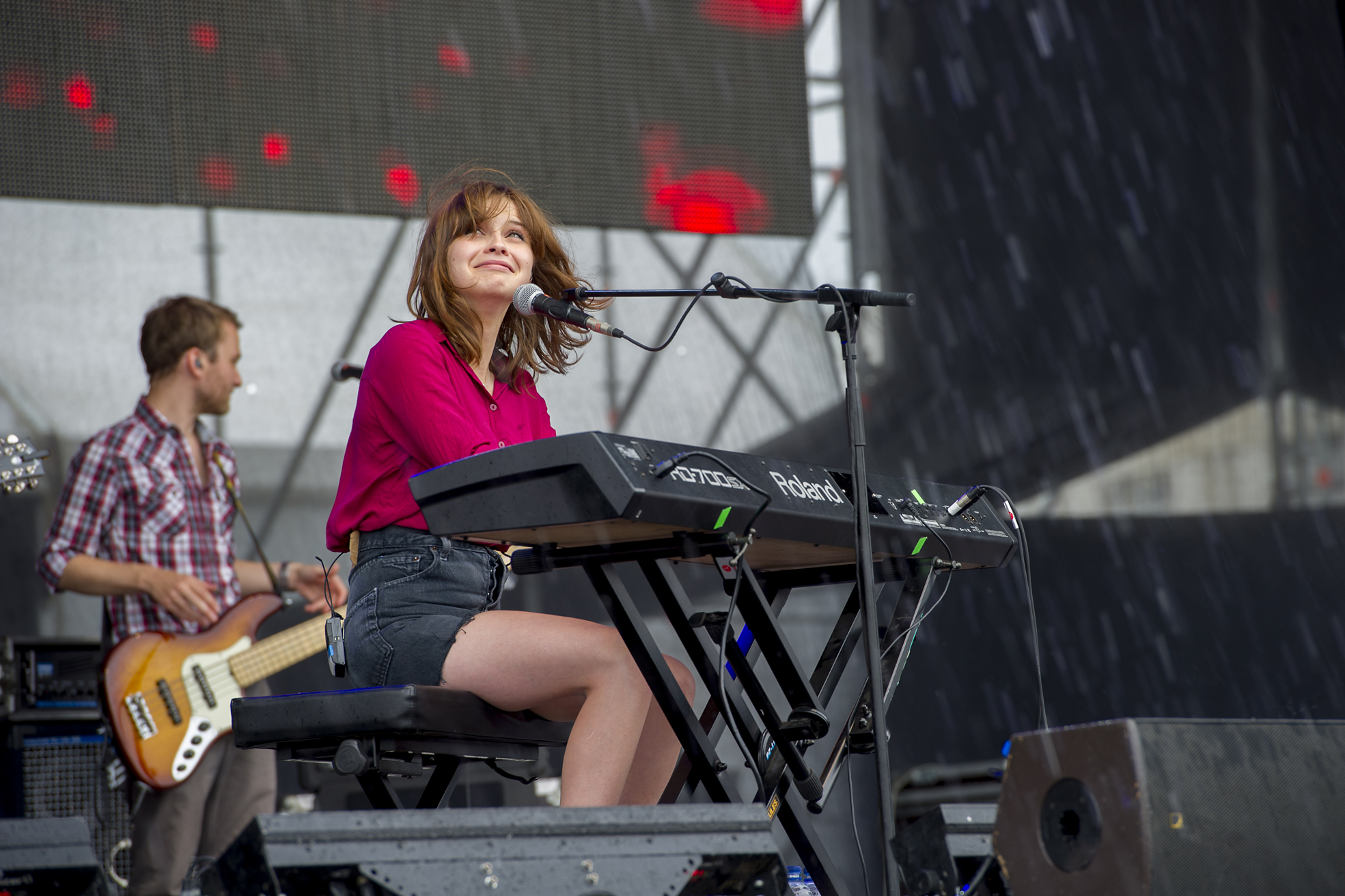
Gabrielle Aplin lors du Gibraltar Music Festival en 2013.

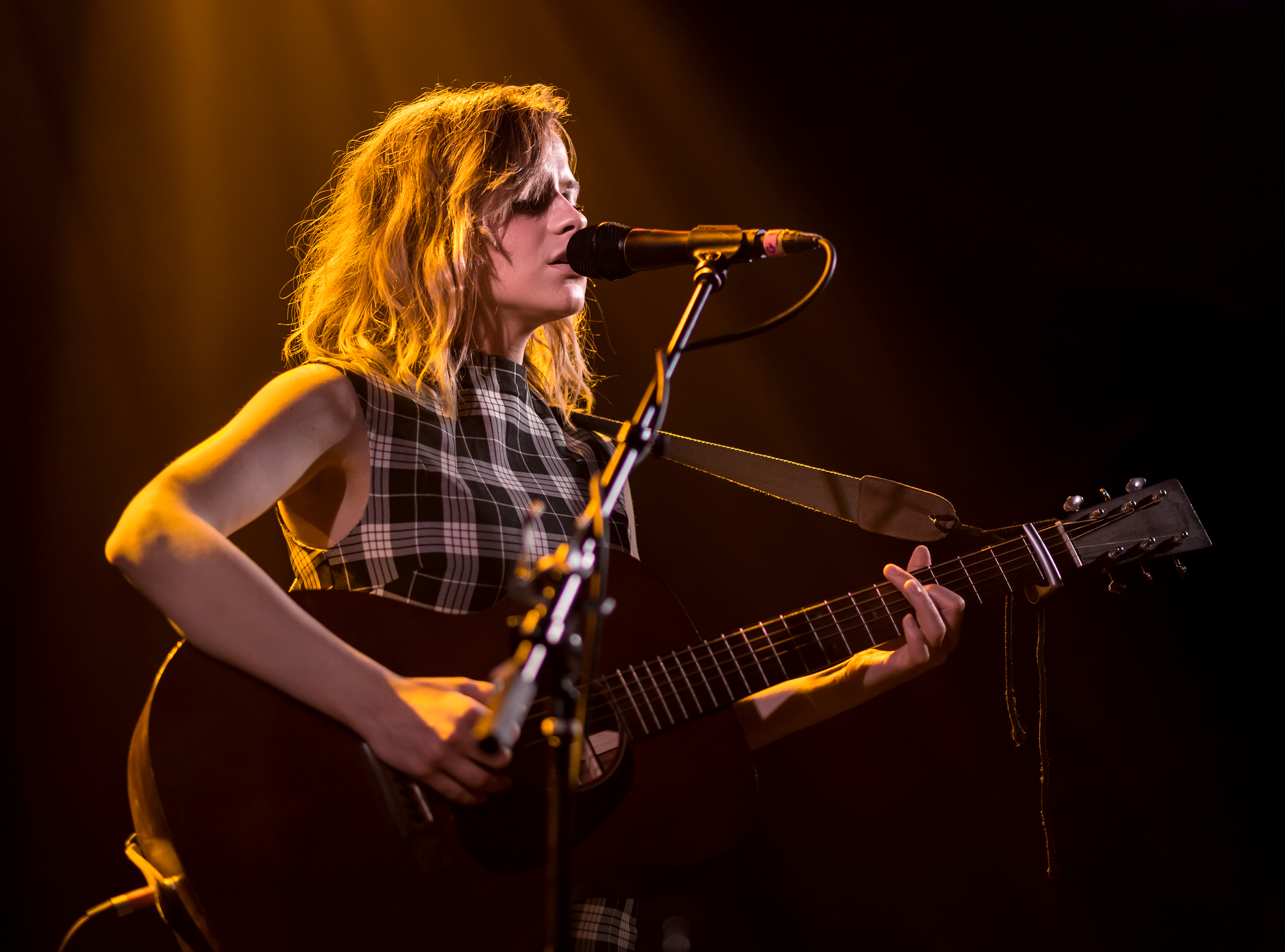
Gabrielle Aplin en concert au Troubadour (Los Angeles) en 2018.

Le EP Home sort en janvier 2012 et attire l'attention de plusieurs labels. Gabrielle Aplin signe finalement chez Parlophone, filiale d'EMI. Elle assure la première partie de Gotye durant sa tournée européenne avant de donner onze concerts en Grande-Bretagne. Gabrielle Aplin est choisie pour chanter dans un spot publicitaire de la chaîne britannique de grands magasins John Lewis (en), dont les campagnes télévisées sont diffusées tous les ans durant la période des fêtes et sont très populaires en Grande-Bretagne. Dans le spot, Aplin interprète une reprise de The Power of Love du groupe Frankie Goes to Hollywood. Le morceau sort en single et en 24 heures se hisse à la 3e place du classement des meilleures ventes de l'iTunes Store. Il effectue son entrée dans le UK Singles Chart en 36e position, avant d'atteindre la 1re place début décembre. Son succès force Parlophone à repousser la sortie de Please Don’t Say You Love Me, le premier single d'Aplin enregistré pour le label, afin que les chansons n'entrent pas en concurrence.
En 2013, Gabrielle Aplin relance son label Never Fade afin de promouvoir de jeunes artistes. La chanteuse Hannah Grace est la première signature du label. Please Don't Say You Love Me, classé 6e du UK Singles Chart, est le second single de Gabrielle Aplin à figurer dans le Top 10. Son premier album studio, English Rain, est produit par Mike Spencer. Il est édité en mai 2013 par le label Parlophone,. Lors de sa sortie, il atteint la 2de place du classement des ventes d'albums au Royaume-Uni.

## Style musical
Gabrielle Aplin joue de la guitare acoustique et du piano, qu'elle a appris en autodidacte. Elle s'inspire de chanteurs tels Nick Drake et Joni Mitchell, mais s'intéresse également à la musique pop des années 1980. Elle cite Take on Me, du groupe norvégien a-ha, parmi ses chansons favorites. Elle reprend des chansons d'artistes très divers, de Bon Iver à Kings of Leon.

## Discographie

### Albums studio
- 2013 : English Rain (Parlophone)
- 2015 : Light Up The Dark (Parlophone)
- 2020 : Dear Happy (Never Fade Records)
- 2023 : Phosphorescent (Never Fade Records)

### EP
- 2010 : Acoustic (Never Fade)
- 2011 : Never Fade (Never Fade)
- 2012 : Home (Never Fade)
- 2016 : Miss You
- 2017 : Avalon

### Singles
- 2012 : The Power of Love (Parlophone)
- 2013 : Please Don't Say You Love Me (Parlophone)
- 2013 : Panic Cord (Parlophone)
- 2013 : Home (Parlophone)
- 2015 : Light Up The Dark (Parlophone)
- 2015 : Sweet Nothing (Parlophone)
- 2021 : When The Lights Go Out (Never Fade Records)